# The Desert Flower

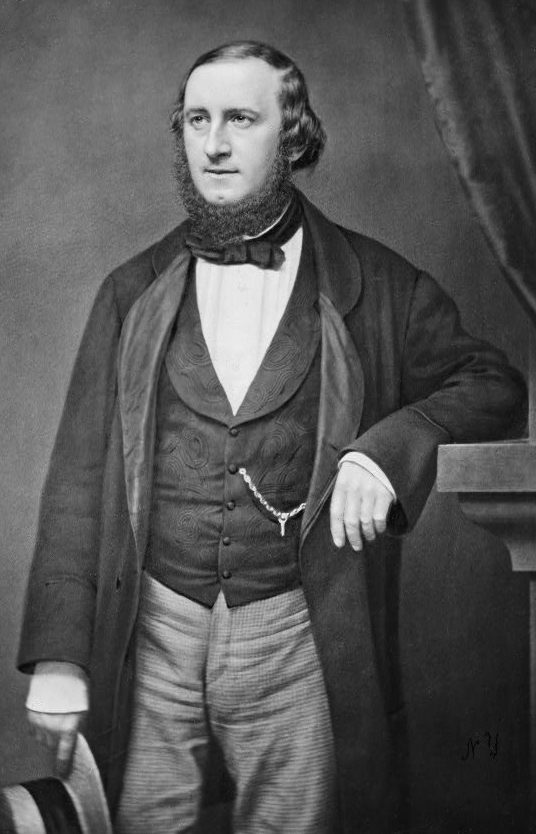
William Vincent Wallace

The Desert Flower är en opera i tre akter med musik av William Vincent Wallace och libretto av A. Harris och Thomas J. Williams efter Henri Saint-Georges och Adolphe de Leuvens libretto till Halévys Jaguarita l'Indienne. The Desert Flower hade premiär den 12 oktober 1863 i London på Theatre Royal, Covent Garden med Louisa Pyne i titelrollen.

## Bakgrund och uppförandehistorik
Både Halevys Jaguarita l'Indienne och The Desert Flower kan förmodligen härröras till de faktiska historierna berättade av kapten John Gabriel Stedman om sina äventyr i Surinam/Nederländska Guyana med titeln The Narrative of a Five Years Expedition against the Revolted Negroes of Surinam (1796). Wallaces sista fullbordade opera hade premiär den 12 oktober 1863 på Covent Garden. I publiken satt bland annat prinsen av Wales och Louisa Pyne sjöng rollen som Oanita. En samtida recension benämnde sångerna som "vackra" och musiken "nöjsam" men noterade att "det förekommer inga passager som höjer verket till de höjder som kompositören har åstadkommit i några av sina tidigare operor."
Operan blev ingen särskilt stor framgång hos publiken heller och lades ner efter två veckor. The Desert Flower hade sin amerikanska premiär i New York den 12 januari 1869 med Caroline Richings som Oanita och William Castle som kapten Maurice. Wallaces opera är så gott som bortglömd numera, men ouvertyren framförs emellanåt på konserter. Wilhelm Kuhe komponerade en Fantasia för piano över musiken och 1867 publicerades operans huvudarior och duetter som underhållningsmusik i The Vocal Gems of William Vincent Wallace's Romantic Opera The Desert Flower.

## Personer
| Roller                        | Röstläge             | Premiärbesättning 12 oktober 1863 |
| ----------------------------- | -------------------- | --------------------------------- |
| Oanita                        | sopran               | Louisa Pyne                       |
| Kapten Maurice                | tenor                | William Harrison                  |
| Major Hector Van Pumpernickle | bas                  | Henry Corri                       |
| Casgan                        | bas eller basbaryton | Willoughby Weiss                  |
| Sergeant Peterman             | bas                  | Thomas Aynsley Cook               |
| Eva                           | kontraalt            | Susan Pyne                        |

## Handling

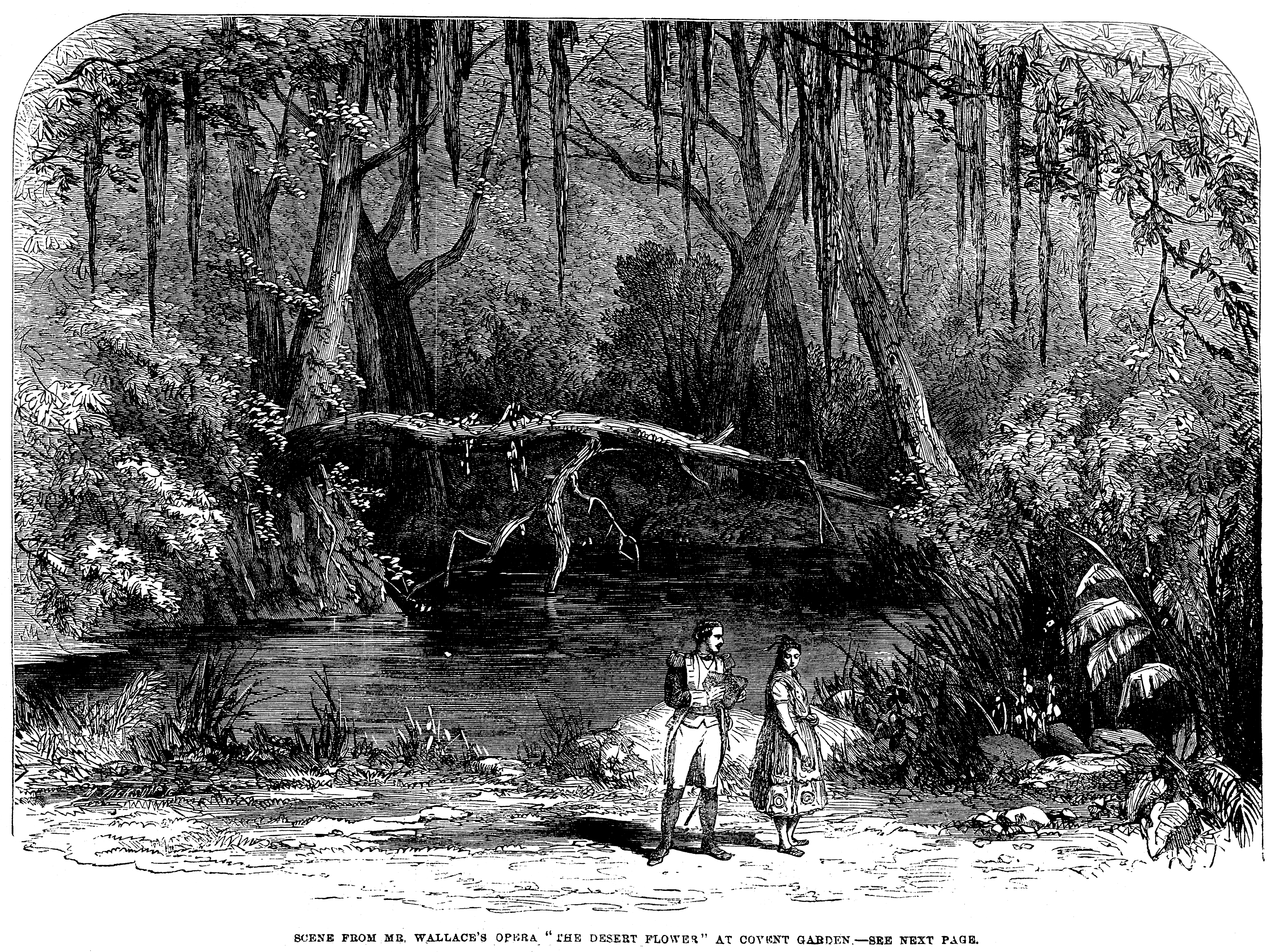
Det första mötet mellan Oanita och kapten Maurice.

Även om operan bygger på Halévys Jaguarita l'Indienne ändrade Harris och Williams i handlingen. Operan utspelas i Surinam där holländska nybyggare anfalls av lokala anakawtasindianer anförda av deras vackra drottning Oanita och hennes följeslagare och beundrare Casgan. Nybyggarna skyddas av två holländska officerare, den tappre kapten Maurice och den motvilligt nyanlände major Hector Van Pumpernickle (som står för komiken). Saker och ting blir komplicerade när Oanita och kapten Maurice blir förälskade. Detta leder till fiendskap med Casgan och resulterar i att Maurice tillfångatas när han på Casgans uppmaning vägrar att förråda sin kamrater. Oanita hjälper Maurice att fly men döms till döden av sin stam. Hon räddas av Maurice och hans män som dödar Casgan.